# Scandal (canción)
«Scandal» es la octava canción y cuarto sencillo del disco The Miracle realizado en 1989 por la banda de Rock inglesa Queen. La canción fue escrita por Brian May pero acreditada a Queen. 
Puede entenderse como una crítica a los llamados "tabloides" y su atropello a la privacidad. Había una atención especial de la prensa hacia los integrantes de Queen para 1988-89. Envolvían el divorcio de Brian May con la modelo Chrissie Mullen y los rumores de los crecientes problemas de salud de Freddie Mercury.
El videoclip se grabó el 27 de septiembre de ese año en los estudios Pinewood, Londres. Una curiosidad bastante sutil es que, en el final del videoclip, se muestra a un lector con un periódico cuya portada se titula "Next Scandal Coming Soon" (El próximo escándalo vendrá pronto). Este detalle podría referirse lo que se iba a espectacularizar más adelante acerca de Freddie Mercury, y su futura muerte por el SIDA.
Como parte de la salida del Box Set del álbum The Miracle en 2022, el videoclip fue remasterizado en el canal de YouTube de la banda.
- Datos: Q1187330